# Агапова, Тамара Степановна
Тамара Степановна Агапова (26 марта 1939, рудник «Коммунар» Красноярский край — 7 февраля 2018, Красноярск) — советская и российская актриса оперы и оперетты (меццо-сопрано), народная артистка России (2004).

## Биография
Тамара Степановна Агапова родилась 26 марта 1939 года на руднике «Коммунар» Ширинского района Красноярского края.
Окончила вокальный факультет Новосибирской государственной консерватории имени М. И. Глинки (класс А. И. Юровской и Л. В. Мясниковой). Выступала в театрах Симферополя, Кемерово, Красноярска-26 и в Тульской областной филармонии.
С 1973 по 2012 годы была солисткой Красноярского театра музыкальной комедии. Сыграла всех классических героинь в репертуаре театра.
Скончалась  7 февраля 2018 года на 79-м году жизни в Красноярске, похоронена на Бадалыкском кладбище Красноярска.

## Награды и премии
- Заслуженная артистка РСФСР (16.02.1981).
- Народная артистка России (04.03.2004)[3].

## Работы в театре
- «Фраскита» Ф. Легара — Фраскита
- «Веселая вдова» Ф. Легара — Ганна Главари
- «Цыганская любовь» Ф. Легара — Илона
- «Марица» И. Кальмана — Марица
- «Баядера» И. Кальмана — Баядера
- «Цыганский барон» И. Штрауса — Саффи
- «Летучая мышь» И. Штрауса — Розалинда, князь Орловский
- «Полярная звезда» В. Баснера — Софа
- «Такси на Таймыр» В. Бешевли — Сима
- «Чао, мадонне!» С. Томина — Филумена
- «Невеста из Имеретии» Г. Канчели — Элене
- «Руководство для желающих жениться» водевиль Г. Гладкова — Кубыркина
- «Восемь любящих женщин» мюзикл А. Журбина — Антуанетта
- «Цыганский барон» И. Штрауса — Чипра
- «Ретро» музыкальная история А. Журбина — Роза Александровна
- «Молдаванка… Молдаванка!..» А. Журбина — Нехама